# Романов Анатолій Федорович
Анатолій Федорович Романов (7 листопада 1943, село Осакаровка, тепер Карагандинської області, Казахстан — ?) — радянський державний діяч, голова Алма-Атинського облвиконкому. Депутат Верховної ради Казахської РСР 11—12-го скликань.

## Біографія
Трудову діяльність розпочав у 1961 році робітником радгоспу.
У 1969 році закінчив Цілиноградський сільськогосподарський інститут.
У 1969—1973 роках — старший агроном, головний економіст радгоспу. Член КПРС.
У 1973—1977 роках — заступник начальника Осакаровського районного сільськогосподарського управління Карагандинської області, начальник Ульяновського районного сільськогосподарського управління Карагандинської області.
У 1977—1980 роках — 2-й секретар Ульяновського районного комітету КП Казахстану Карагандинської області.
У 1980—1981 роках — голова виконавчого комітету Нуринської районної ради народних депутатів Карагандинської області.
У 1981—1982 роках — завідувач сільськогосподарського відділу Карагандинського обласного комітету КП Казахстану.
У 1982—1985 роках — 1-й секретар Мічуринського районного комітету КП Казахстану Карагандинської області.
Закінчив заочно Алма-Атинську Вищу партійну школу, здобув спеціальність агронома-економіста.
У 1985—1988 роках — секретар Карагандинського обласного комітету КП Казахстану.
У 1988 році — інструктор ЦК КП Казахстану.
У 1988—1992 роках — голова виконавчого комітету Алма-Атинської обласної ради народних депутатів.
У 1992—1997 роках — 1-й заступник міністра сільського господарства Республіки Казахстан. Одночасно, в 1992—1998 роках — голова наглядової ради Відкритого акціонерного товариства «Казагропромбанк».
У 1998—2002 роках — заступник керівника, керівник департаменту економіки; керівник департаменту економіки і фінансів міністерства сільського господарства Російської Федерації.
Потім — на пенсії.

## Нагороди
- орден Трудового Червоного Прапора
- орден «Знак Пошани»
- медалі